# Ludovic Michel Kamgué
 (octobre 2016).
Ludovic Michel Kamgué est un entrepreneur d'origine camerounais.

## Carrière
Il est fondateur et dirige la chaine de boutiques Stradels,,.